# Panpree Phitthanukorn
Panpree Phitthanukorn (aussi orthographié Panpree Bahiddha-Nukara ; thaï : ปานปรีย์ พหิทธานุกร) est un fonctionnaire et homme politique thaïlandais, né le 20 août 1957 dans le quartier de Lat Krabang de Bangkok.

## Parcours politique
Il débute en politique en devenant fonctionnaire au sein du Secrétariat du Cabinet, notamment en analysant les politiques menés par les Premiers ministres Prem Tinsulanonda et Chatchai Chunhawan. En 1991, lors de la prise de pouvoir par la junte du Conseil national de maintien de la paix, il est mis en quarantaine dans l'hôtel des forces armées royales pendant 15 jours.
En 1996, il est nommé conseiller du Premier ministre Chawalit Yongchaiyut pour l'économie et les affaires étrangères.
En 2002, il devient député à la Chambre des représentants par un décret de celle-ci. Il est, à ce moment-là, membre du Parti du Développement national, après avoir été membre du Peuple thaï (ancien nom du Développement national avant son changement en 1992) et du Parti de la Solidarité pendant 6 ans auparavant. Il démissionne plus d'un an plus tard, en novembre 2003.
En 2005, il est nommé représentant commercial de la Thaïlande auprès du Premier ministre Thaksin Shinawatra. Il est nommé alors président du Conseil thaïlandais des investissements et président de l'Organisation des entrepôts publics.
En 2008, alors membre du Pheu Thai (mais aussi précédemment du Thai Rak Thai et du Palang Prachachon), il devient premier chef adjoint du parti et est responsable de l'équipe économique. Il est également membre du comité stratégique du parti entre 2008 et 2010.
En 2023, il est nommé vice-Premier ministre et ministre des Affaires étrangères au sein du gouvernement de Srettha Thavisin. Mais à la suite du premier remaniement du gouvernement en avril 2024, il se voit retirer son portefeuille de vice-Premier ministre mais garde son portefeuille des Affaires étrangères. Il remet tout de même sa démission le lendemain du remaniement, et est remplacé par Maris Saengiamphong les jours suivants.